# 宮迫城
宮迫城（みやさこじょう）は、広島県三原市須波にあった戦国時代の城である。

## 概要
中世の山城である宮迫城は瀬戸内海の海賊を見張るために作られたという伝承が残っている。宮迫城はいつ誰によって築城されたかのか詳細は不明である。
最後の城主は、瀬戸田町福田沖の海戦で大内軍に勝利した坂井善兵衛宗高である。1555年（天文24年）春小早川隆景との約束により移り住んだと書かれた古文書が残されている。